# Marc McClure
Pour les articles homonymes, voir McClure.
Marc McClure est un acteur américain né le 31 mars 1957 à San Mateo, en Californie (États-Unis). On se souvient surtout de lui pour son rôle du photographe Jimmy Olsen dans les films Superman avec Christopher Reeve. Il est également apparu dans Retour vers le futur où il tient le rôle de Dave McFly, le frère aîné de Marty.

## Filmographie

### Cinéma
- 1976 : Un vendredi dingue, dingue, dingue (Freaky Friday) de Gary Nelson : Boris Harris
- 1977 : The Phone Call : Scott
- 1978 : Retour (Coming Home) : High School Class Pres.
- 1978 : Crazy Day (I Wanna Hold Your Hand) : Larry Dubois
- 1978 : Superman : Jimmy Olsen
- 1980 : La Grosse Magouille (Used Cars) : Heavy Duty Dubois
- 1980 : Superman 2 : Jimmy Olsen
- 1981 : Strange Behavior (en) de Michael Laughlin : Oliver Myerhoff
- 1982 : Pandemonium : Randy
- 1983 : Superman 3 : Jimmy Olsen
- 1984 : Supergirl : Jimmy Olsen
- 1985 : Retour vers le futur (Back to the Future) : Dave McFly
- 1987 : Superman 4 (Superman IV: The Quest for Peace) : Jimmy Olsen
- 1987 : Amazon Women on the Moon : Ray (segment "Video Date")
- 1988 : The Perfect Match :
- 1989 : Retour vers le futur II (Back to the Future Part II) : Dave McFly (scène coupée)
- 1989 : Le Ciel s'est trompé (Chances Are), d'Emile Ardolino : Richard
- 1989 : Après minuit (en) (After Midnight) : Kevin
- 1990 : Retour vers le futur III (Back to the Future Part III) : Dave McFly
- 1990 : Grim Prairie Tales : Tom
- 1992 : Psychose meurtrière (The Vagrant) : Chuck
- 1995 : Sleepstalker : Dad
- 1995 : Apollo 13 : Glynn Lunney
- 1996 : Menno's Mind (en) de Jon Kroll (en) : Bennett, Medina's Gofer
- 1996 : That Thing You Do! : Hollywood Showcase Director
- 2000 : Destruction totale (Deep Core) : Mac
- 2002 : Vent de panique (Gale Force) (vidéo) : Moran
- 2002 : Face aux serpents (Venomous) : Dr Dutton
- 2002 : Landspeed : Granger
- 2003 : Freaky Friday : Dans la peau de ma mère (Freaky Friday), de Mark Waters : Boris
- 2005 : Coach Carter : Susan's Dad
- 2006 : Driftwood : Rich Forrester
- 2008 : Frost/Nixon Presenter
- 2017 : Justice League : l'officier Ben Sadowsky
- 2021 : Zack Snyder's Justice League : l'officier Ben Sadowsky

### Télévision
- 1977 : James at 15 (en) (TV) : Richie Gammons
- 1978 : The Sky Trap (TV) : Grant Stone
- 1979 : California Fever (série TV) : Ross Whitman
- 1989 : Little White Lies (TV) :
- 1999 : Cyclone (Storm) (TV) : Dr Brian Newmeyer
- 2000 : Epoch (TV) : German scientist
- 2000 : Python (TV) : copilote
- 2002 : Little John (TV) : Mr Davidson
- 2008 : Smallville (série TV) : Dax Ur
- 2012 : L'Impensable Vérité (Imaginary Friend) (TV) : Dr McQueen

## Voix françaises
- Éric Legrand (*1952 - 2025) dans :
  - Superman (1er doublage)
  - Superman 2
  - Superman 3
  - Supergirl (1er doublage)

- Éric Baugin dans :
  - Retour vers le futur
  - Retour vers le futur 3

et aussi
- William Coryn dans Un vendredi dingue, dingue, dingue
- Vincent de Bouard dans Supergirl (2e doublage)
- Vincent Violette dans Superman 4
- Lionel Henry dans Le Ciel s'est trompé
- Georges Caudron (*1952 - 2022) dans Psychose meurtrière